# Дукаджини, Лека
Ле́ка III Дукаджи́ни (алб. Lekë Dukagjini; 1410, Печ — 1481) — албанский князь XV века, правивший в Княжестве Дукаджини в период с 1446 года вплоть до своей смерти. Высокообразованный юрист, кодификатор албанского обычного права. Один из самых почитаемых исторических деятелей Албании.

## Биография
Лека Дукаджини — прониар Коджи Захарии. В 1446 году, после смерти своего отца Пала Дукаджини, Лека унаследовал владения фиса (клана) Дукаджини. Женился на Teoдоре Музаки. Под командованием князя Скандербега Лека Дукаджини успешно сражался против турок-османов.
В 1445 году все (или почти все) албанские князья были приглашены на свадьбу Мамики, младшей сестры Скандербега, которая выходила замуж за Топия Музаки. После свадебной церемонии Лека Дукаджини попросил Ирену Душмани выйти за него замуж. Ирена была единственным ребёнком и наследницей Лека Душмани, князя Задримы. Услышав об этом предложении Лека Захария (правитель области Даньо, имевший свои виды на Ирену) вступил в схватку с Лекой Дукаджини. Произошло кровавое столкновение двух тёзок, в результате которого Лека Дукаджини был тяжело ранен. В 1447 году в качестве мести он устроил засаду и убил Лека Захарию.
После гибели Лека Захарии его княжество осталось без наследника. Мать Леки Захарии передала его домен с центром в замке Даньо венецианцам. Когда же Скандербег попытался захватить Даньо, началась Албано-венецианская война (1447—1448). В марте 1451 года Лека Дукаджини и Божидар Душмани спланировали нападение на венецианскую крепость Дриваст. Их заговор был раскрыт, и Божидар вынужден был бежать из своих владений.
В 1459 году Скандербег захватил у турок крепость Сати и передал её во владение Венецианской республике, чтобы установить с венецианцами теплые отношения перед своей экспедицией в Италию, где он должен был оказать военную помощь новому неаполитанскому королю Фердинанду I в борьбе за отцовский престол. До вступления венецианцев в Сати Скандербег занимал замок и его окрестности, опасаясь Лека Дукаджини, который к тому времени стал противником Скандербега и был против передачи замка Сати венецианцам.
После смерти Скандербега именно Лека Дукаджини возглавлял освободительную борьбу албанского народа против турецкого владычества вплоть до 1479 года.
Лека III широко известен, благодаря названному его именем «Кануну» для всех албанцев. «Канун» — свод правил, своеобразный закон, дающий право албанцам жить патриархальным укладом, в том числе и проводить кровную месть между фисами (кланами). В XX веке критическим исследованием «Кануна Леки Дукаджини» много занимался Штефан Гечови (Гечов).
Законы Дукаджини и в нынешнее время поддерживаются албанцами, живущими фисовым (клановым) родством.

## Наследие
Закон Лека Дукаджини (канун) был назван в честь Леке Дукаджини, который кодифицировал обычное право албанского нагорья. Хотя исследователи истории и обычаев Албании обычно ссылаются на текст Кануни, предложенный Гечови, как на единственную существующую версию, которая не оспаривается и написана Лекой Дукаджини, на самом деле она была неверной.
Текст Кануни, часто оспариваемый и имеющий множество различных толкований, которые значительно эволюционировали с XV века, был назван только в честь Дукаджини. Признавая Скандербега как «принца-дракона», который осмелился сражаться с любым врагом, хроники изображают Дукаджини как «принца-ангела», который с достоинством и мудростью обеспечил преемственность албанской идентичности. Свод законов действовал на практике долгое время, но он не был собран и систематизирован до конца XIX века Штефеном Гечови.
Канун предусматривает три основных вида наказания:
1. Штраф, который идет в пользу пострадавшего, общества (родовой группы — фиса или военно-территориальной единицы — байрака) и военно-политического главаря — Гьомарка;
2. Смертная казнь с конфискацией имущества в пользу общества и Гьомарка;
3. «Лечия» — разрыв общественных отношений с преступником и его изгнание.

Самые позорные законы Кануни — это законы, регулирующие кровную месть. Кровавая вражда вновь началась в северной Албании (и с тех пор распространилась в другие части Албании и даже за границу) после падения коммунизма в начале 1990-х годов, который был запрещён в течение многих лет во время режима Энвера Ходжи, и содержится в относительно закрытых границах. Военный успех Дукаджини против османов никогда не был чрезвычайно успешным; ему также не хватало способности объединить страну и албанский народ так, как это сделал Скандербег. Лояльность колебалась, предательства были обычным явлением, и к концу XV века Албания полностью подчинилась османам.